# Dhaba

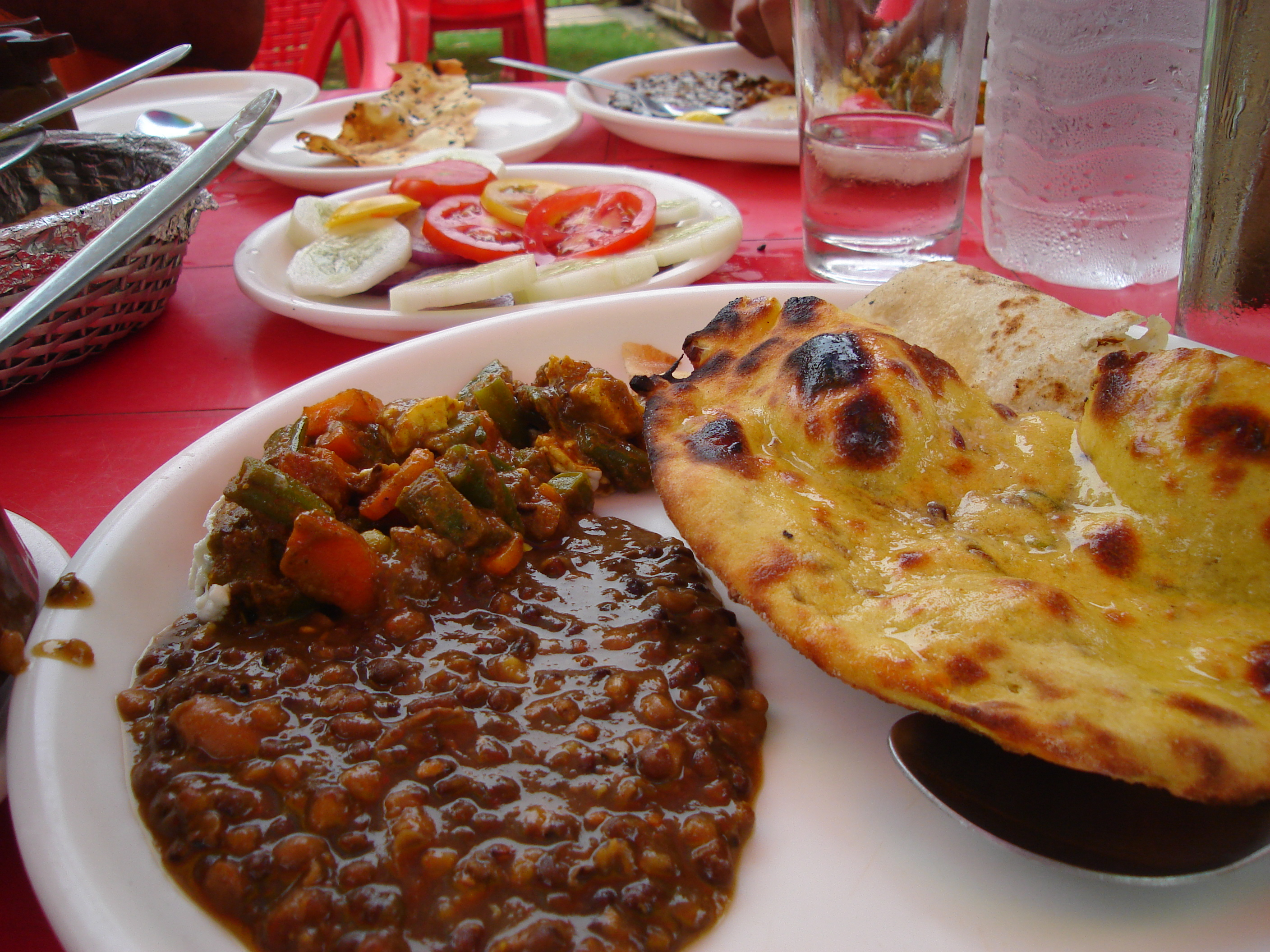
Elementos culinarios servidos habitualmente en un dhaba.

Dhaba (idioma hindí: ढाबा) es una especie de local en el que se sirven comidas en forma de aperitivo. Es muy habitual en India y suelen ser locales cercanos ubicados en las gasolineras y abiertos las veinticuatro horas del día. Los dhaba son típicos para servir comida panyabí con muchas especias y preferidas de los camioneros y conductores.
Los alimentos más habituales son la chana masala y la rajma.